# Ingmar De Vos
Ingmar De Vos (5 augustus 1963) is een Belgisch bestuurder.

## Levensloop
In 1990 ging De Vos aan de slag bij de Koninklijke Belgische Ruitersportfederatie. In 1997 werd hij secretaris-generaal.
In de periode van april 2011 tot en met zijn verkiezing in december 2014 was De Vos secretaris-generaal van de internationale paardensportbond FEI. In december 2014 werd De Vos in opvolging van prinses Haya van Jordanië verkozen tot voorzitter van de FEI. In november 2018 werd hij herverkozen.
De Vos werd in 2017 gekozen als lid van het Internationaal Olympisch Comité. Sinds 1 januari 2019 is hij ook lid van het uitvoerend comité van het Wereldantidopingagentschap.

## Persoonlijk leven
De Vos kan zelf niet paardrijden en heeft vier kinderen.